# Előzetes letartóztatás
Az előzetes letartóztatás a szabadsághoz, a szabad mozgáshoz és a tartózkodási hely szabad megválasztásához való jogot korlátozó kényszerintézkedés, amit a büntetőeljárás eredményessége érdekében a terhelttel szemben kizárólag a bíróság jogosult elrendelni. Az előzetes letartóztatás a terhelt személyi szabadságának bírói elvonása a jogerős ügydöntő határozat meghozatala előtt.
Hatályos magyar szabályozása a büntetőeljárásról szóló 2017. évi XC. törvény III. fejezében található.

## A magyar szabályozás

### Elrendelésének feltételei
Az előzetes letartóztatás elrendelésének általános és különös feltételei vannak, az általános feltételek konjunktív feltételek, továbbá az általános feltételek mellett legalább egy különös feltételeknek kell fennállnia.
A Büntetőeljárásról szóló törvény 129. §-a szerint a terhelt előzetes letartóztatásának szabadságvesztéssel büntetendő bűncselekmény miatt folytatott eljárásban (a nyomozás elrendelésétől) bírói döntés alapján, akkor van helye, ha az alábbi különös feltételek közül legalább egy megállapítható.

#### Általános feltételei
- A büntetőeljárás a terhelt ellen folyamatban van, és
- a bűncselekmény elkövetésének megalapozott gyanúját már közölték a terhelttel (tehát nem elég az "egyszerű" gyanú), továbbá
- a bűncselekmény szabadságvesztéssel büntetendő bűncselekmény.[3]

A különös feltételeket a Be. 129. § (2) pontja rögzíti.

#### Különös feltételei
- szökés, elrejtőzés, bűnismétlés

A terhelt megszökött, a bíróság, az ügyészség, illetve a nyomozó hatóság elől elrejtőzött, vagy szökést kísérelt meg, illetőleg az eljárás során ellene újabb, szabadságvesztéssel büntetendő szándékos bűncselekmény miatt eljárás indult. (múltbeli tények)
- a jelenlét biztosítása

A terhelt szökésének vagy elrejtőzésének veszélyére tekintettel vagy más okból megalapozottan feltehető, hogy az eljárási cselekményeknél a jelenléte másképp nem biztosítható. (jövőbeli megalapozott szökés alatt titkon való eltávozást értünk ismert lakóhelyről; elrejtőzés alatt rejtekhelyen való tartózkodást, vagy küllemének megváltoztatását értjük)
- kollúzió

megalapozottan feltehető, hogy szabadlábon hagyása esetén, különösen a tanúk befolyásolásával vagy megfélemlítésével, tárgyi bizonyítási eszköz, okirat megsemmisítésével, meghamisításával vagy elrejtésével megnehezítené, meghiúsítaná vagy veszélyeztetné a bizonyítást. (összejátszás, jövőbeli megalapozott valószínűség)
- bűnismétlés veszélye

megalapozottan feltehető, hogy szabadlábon hagyása esetén a megkísérelt vagy előkészített bűncselekményt véghezvinné, vagy szabadságvesztéssel büntetendő újabb bűncselekményt követne el. (jövőbeli megalapozott valószínűség, bűnismétlés veszélye miatt)

### Elrendelése

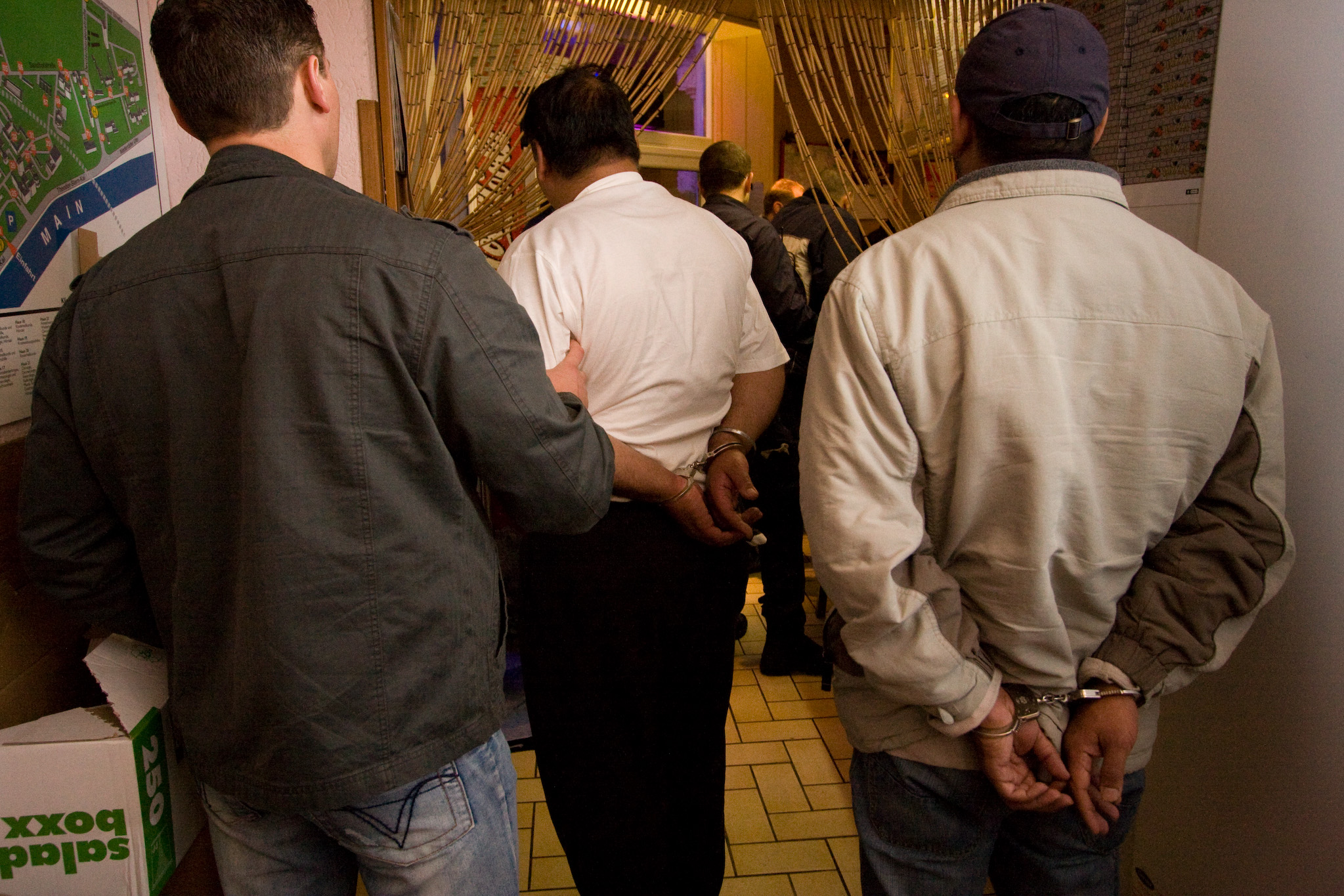
Feltételezett illegális munkavállalókat tartóztattak le egy frankfurti étteremben

A vádirat benyújtásáig az ügyész indítványára a nyomozási bíró határoz, ezután az eljáró bíróság jogosult elrendelni.
Ha a büntetőeljárásnak magánindítványra van helye, az előzetes letartóztatás a magánindítvány előterjesztése előtt nem rendelhető el.
A határozatot indokolni kell, így az indítvány lényegét, bűncselekmény leírását és minősítését.

### Időtartama
A büntetőeljárásról szóló 1998. évi XIX. törvény (Be.) 131. § (1) szerint: "A vádirat benyújtása előtt elrendelt előzetes letartóztatás az elsőfokú bíróságnak a tárgyalás előkészítése során hozott határozatáig, de legfeljebb egy hónapig tart."
```
 E.L. elrendelése-----vádirat benyújtása-----tárgyalás előkészítés során hozott határozat
                 |--------MAX. 1 hónap-------|
```

"Az előzetes letartóztatást a nyomozási bíró alkalmanként legfeljebb három hónappal, összesen legfeljebb az előzetes letartóztatás elrendelésétől számított egy év elteltéig meghosszabbíthatja."
```
 E.L. elrendelése---------Ny.bíró: +3 hónap-----Ny.b.: +3 hónap…----|
                 |1 hónap|-------3 hónap--------|----3 hónap---…----|
                 |-----------------------MAX. 1 év--------------------|
```

"Ezt követően az előzetes letartóztatást a törvényszék egyesbíróként eljárva, a nyomozási bíró eljárására vonatkozó szabályok szerint, alkalmanként legfeljebb két hónappal meghosszabbíthatja."
```
 E.L. elrendelése-------M.B. 1-es bíró: +2 hónap----M.B. 1-es bíró: +2 hónap---…---|
                 |-1 év-|---------2 hónap-----------|------------2 hónap-------------|
                 |-------------------MAX. 2 év (nyomozás max. ideje)-----------------|
```

"Ha a nyomozás befejeződött, és a vádemelésre várhatóan a nyomozás a 2 éves határidejének lejárta után kerül sor a bíróság az előzetes letartóztatást az ügyész indítványára legfeljebb két hónappal meghosszabbíthatja. Ha ezalatt vádemelésre nem került sor, a bíróság az előzetes letartóztatást további, legfeljebb két hónappal meghosszabbíthatja. Az előzetes letartóztatás ebben az esetben is az elsőfokú bíróságnak a tárgyalás előkészítése során hozott határozatáig tart, de ha annak tartama a három évet eléri, azt meg kell szüntetni."
```
 E.L. elrendelése------ügy. indítv.-Bír.: + 2 hónap------Bír: + 2 hónap---tárgy. előkészítése|
                |-2 év-|---------------2 hónap-----------|----2 hónap-----|--…-----------|
                |---------------------------MAX. 3 év--------------------------------------|
```

"A vádirat benyújtása után az elsőfokú bíróság által elrendelt vagy fenntartott előzetes letartóztatás az elsőfokú bíróság ügydöntő határozatának kihirdetéséig tart."
```
 vádirat---------1. fok bír. ügydöntő határozat
       |--E.L.---|
```

"Az elsőfokú bíróság által az ügydöntő határozat kihirdetése után elrendelt vagy fenntartott, illetőleg a másodfokú bíróság által elrendelt előzetes letartóztatás a másodfokú eljárás befejezéséig, a másodfokú bíróság által az ügydöntő határozat kihirdetése után elrendelt vagy fenntartott, illetve a harmadfokú bíróság által elrendelt előzetes letartóztatás a harmadfokú eljárás befejezéséig, de mindegyik esetben legfeljebb a nem jogerős ítélettel kiszabott szabadságvesztés tartamáig tart."
```
 1. fok. bír. ügyd. hat.------2. fok. bír. ügyd. hat.------3. fok. bír.: elj. befejezése
                       |-E.L.-|                     |-E.L--|
 ---------------------E.L.---------------------------------|
                       |---------------E.L.----------------|
 ------MAX. kiszabott szabadságvesztés tartama--…---|
```

"Az elsőfokú vagy a másodfokú bíróság ügydöntő határozatának hatályon kívül helyezése és új eljárásra utasítása esetén a másodfokú, illetőleg a harmadfokú bíróság által elrendelt vagy fenntartott előzetes letartóztatás a megismételt eljárásra utasított bíróságnak a megismételt eljárásban a tárgyalás előkészítése során hozott határozatáig tart."
```
 1. fok bír.------2. fok bír.-----3. fok bír.------Legfelsőbb Bíróság
   \                      \
    \ -hat. kívül helyezés \-hat. kívül helyezés
 ------------------E. L.----------|
```

```
 új eljárás: --------tárgyalás előkészítése 1. fok/2. fok
             ---E.L.-|
```

### Felülvizsgálat
Ha a vádirat benyújtása után elrendelt vagy fenntartott előzetes letartóztatás tartama a hat hónapot meghaladja, és az elsőfokú bíróság még nem hozott ügydöntő határozatot, az elsőfokú bíróság az előzetes letartóztatás indokoltságát felülvizsgálja.
Ha a vádirat benyújtása után elrendelt vagy fenntartott előzetes letartóztatás tartama az egy évet meghaladja, a másodfokú bíróság az előzetes letartóztatás indokoltságát felülvizsgálja.
Egy évet meghaladó előzetes letartóztatás esetén minimum hathavonta a másod- illetve a harmadfokú bíróság felülvizsgálja az előzetes letartóztatás indokoltságát, szükségességét.

### Megszűnése
"Ha az előzetes letartóztatás tartama a három évet eléri, az előzetes letartóztatás megszűnik, kivéve az ügydöntő határozat kihirdetése után elrendelt vagy fenntartott előzetes letartóztatás esetét, továbbá ha az ügyben harmadfokú bírósági eljárás vagy hatályon kívül helyezés folytán megismételt eljárás van folyamatban."
```
 ------E. L.----------|megszűnik
 |--------3 év--------|
```

```
 kivéve:
```

```
 nyomozás---vádirat-----1. fok bír.-----2. fok bír.-----3. fok bír.
 ------------------E. L.--------------------------------|
 |---------------------3 év--------------------|
```

```
 kivéve:
 1. fok bír.----2. fok bír.----3. fok bír.
                 \                      \
                  \-új. elj-t rendel el  \-új elj. rendel el
 ----------------E. L.----------|
 ----------pl.:2 év-------------|
                        ˇˇˇˇˇˇˇˇˇˇˇˇ
                                |--E.L.------|ügydöntő határozatig
 |--------E.L.: több lehet mint 3 év---------|
```

### Az előzetes letartóztatás végrehajtása
Az előzetes letartóztatást büntetés-végrehajtási intézetben kell végrehajtani. Az ügyész úgy is rendelkezhet, hogy az előzetes letartóztatás legfeljebb harmincnapi időtartamban rendőrségi fogdában is végrehajtható.

### Az előzetes letartóztatásban lévő jogai
- Eljárási jogainak gyakorlásában nem korlátozható.
  - közöljék vele a gyanúsítást.
  - védekezéshez való felkészülés.
  - védőválasztás, védő kirendelését kérheti.
- A terhelt a védőjével érintkezhet.
- Az előzetes letartóztatásban lévő terhelt csak olyan korlátozásnak vethető alá, amely a büntetőeljárás jellegéből következik, vagy amely a letartóztatást foganatosító intézet rendje szükségessé tesz.
- Az előzetes letartóztatás elrendeléséről és helyéről huszonnégy órán belül értesíteni kell a terhelt által megjelölt hozzátartozót, ennek hiányában a terhelt által megjelölt más személy is értesíthető.
- A terhelt felügyelet nélkül maradó kiskorú gyermekét, illetőleg az általa gondozott más személyt gondozás céljából a hozzátartozójának, illetőleg az arra alkalmas intézménynek kell átadni.
- Intézkedni kell a terhelt felügyelet nélkül maradó vagyonának és lakásának biztonságba helyezéséről is.
- A katona előzetes letartóztatásáról az elöljáróját is értesíteni kell.

### Összejátszás
Ha bizonyítható, hogy a terhelt az előzetes letartóztatásának foganatba vételét követően a védőjével való kapcsolattartás felhasználásával
- szökést készít elő
- a tanúk befolyásolásával vagy megfélemlítésével, tárgyi bizonyítási eszköz, okirat megsemmisítésével, meghamisításával vagy elrejtésével az eljárás meghiúsítására törekszik
- újabb, szabadságvesztéssel büntetendő bűncselekmény elkövetésére hív fel

a bíróság a védőt az eljárásból kizárhatja.

### Soron kívüli eljárás
A bíróságnak, az ügyésznek és a nyomozó hatóságnak arra kell törekednie, hogy az előzetes letartóztatás a lehető legrövidebb ideig tartson. Ha a terhelt előzetes letartóztatásban van, az eljárást soron kívül kell lefolytatni.

## Külső hivatkozások
- Nemzeti Jogszabálytár